# Thể loại trò chơi điện tử

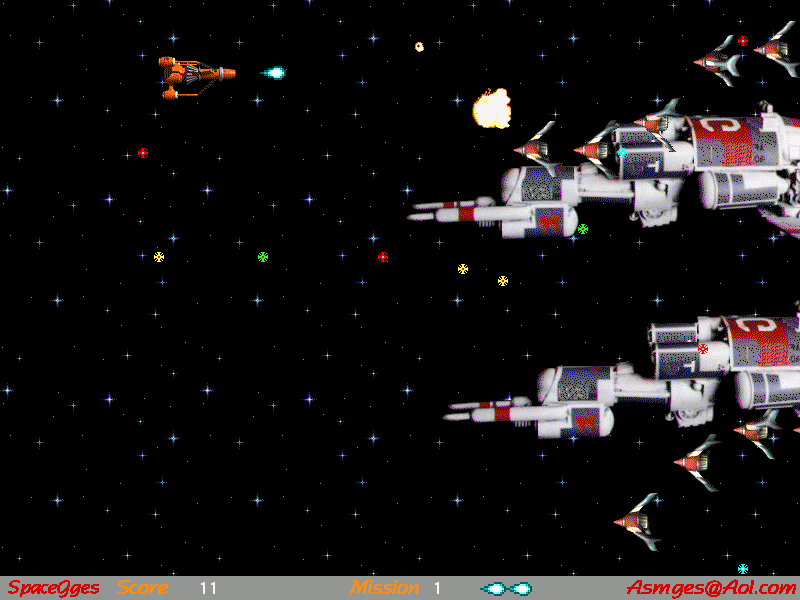
Chủ đề khoa học viễn tưởng trò chơi bắn súng di chuyển theo chiều ngang, là một thể loại cụ thể của shoot 'em up

Thể loại trò chơi điện tử là sự phân loại không chính thức của trò chơi điện tử dựa trên cách nó được chơi hơn là các yếu tố hình ảnh hoặc tường thuật. Thể loại có khái niệm độc lập với thiết lập, không giống như các tác phẩm tiểu thuyết được thể hiện qua các phương tiện khác, chẳng hạn như phim hoặc sách. Ví dụ: trò chơi bắn súng vẫn là một trò chơi bắn súng, bất kể nó diễn ra ở đâu hoặc khi nào. Thể loại của một trò chơi cụ thể được mở để giải thích theo cách chủ quan. Một trò chơi riêng lẻ có thể thuộc nhiều thể loại cùng một lúc.

## Lịch sử
Những nỗ lực ban đầu trong việc phân loại trò chơi điện tử chủ yếu là để sắp xếp danh mục và sách. Danh mục năm 1981 cho Atari VCS sử dụng 8 tiêu đề: Trưng bày kỹ năng, Trạm vũ trụ, Góc cổ điển, Lãnh thổ phiêu lưu, Đường đua, Đấu trường thể thao, Khu vực chiến đấu và Trung tâm học tập. ("Kinh điển", trong trường hợp này, đề cập đến cờ vua và cờ caro.) Trong cuốn sách How to Master the Video Games của Tom Hirschfeld ra mắt năm 1981, ông chia các trò chơi thành các thể loại lớn trong mục lục: loại Space Invaders, loại Asteroids, mê cung, phản xạ và các thứ khác. Hai thể loại đầu tiên tương ứng với các thể loại trò chơi bắn súng cố định và trò chơi bắn súng đa hướng vẫn được sử dụng đến nay.
Trong lĩnh vực máy tính cá nhân, hai ấn phẩm báo chí đã thiết lập một số lượng nhỏ các danh mục dựa trên phần mềm bán chạy nhất vào đầu thập niên 1980; Softalk , nằm trong danh sách Top Ba mươi từ năm 1980 đến năm 1984 với các thể loại chiến lược, phiêu lưu, giả tưởng và arcade; và Computer Gaming World (CGW), có "Thiết bị đầu vào của đầu đọc" lấy từ đầu vào của trình đọc. CGW ban đầu chỉ chạy với ba thể loại vào năm 1981, Arcade, wargame và phiêu lưu, nhưng đến năm 1989, họ đã mở rộng danh sách thể loại sang chiến lược, mô phỏng, phiêu lưu, phiêu lưu nhập vai, trò chơi chiến tranh và hành động/arcade. So sánh giữa các trò chơi máy tính và máy chơi trò chơi điện tử cho thấy rằng người chơi trên máy tính có xu hướng thích các trò chơi chiến lược hơn là arcade.
Chris Crawford đã cố gắng phân loại trò chơi điện tử trong cuốn sách năm 1984 của ông là The Art of Computer Game Design. Crawford chủ yếu tập trung vào trải nghiệm của người chơi và các hoạt động cần thiết cho trò chơi. Ông viết, "trạng thái của thiết kế trò chơi máy tính đang thay đổi nhanh chóng. Do đó, chúng tôi hy vọng phương pháp phân loại được trình bày [trong cuốn sách này] sẽ trở nên lỗi thời hoặc không phù hợp trong một thời gian ngắn."
Năm 1985, khi Nintendo đưa hệ máy Famicom vào thị trường Bắc Mỹ với tên gọi Nintendo Entertainment System, họ đã tìm cách tránh các vấn đề mất quyền kiểm soát xuất bản từng dẫn đến sự cố trò chơi điện tử năm 1983 và để ngăn chặn các trò chơi trái phép được phát hành cho hệ máy. Để giải quyết vấn đề này, Nintendo yêu cầu phê duyệt tất cả các trò chơi cho NES. Để hỗ trợ điều này, Nintendo đã phân loại game thành 8 series chính: Adventure (Phiêu lưu), Action (Hành động), Sports (Thể thao), Light-Gun (Súng ánh sáng), Programmable (Lập trình), Arcade, Robot (Người máy) và Education (Giáo dục); mô tả thể loại đã xuất hiện trên bìa "hộp đen" ngay từ ban đầu và sau đó được sử dụng trong NES Player's Guide. Thời Game Boy và Super Nintendo Entertainment System, Nintendo ngừng sử dụng loạt Arcade, Súng ánh sáng, Người máy, Lập trình và Giáo dục, nhưng bổ sung trong phân loại cho các trò chơi RPG & Mô phỏng và Giải đố.
Các nhà sản xuất máy chơi game cũng đi theo NES, tuân theo hành vi tương tự khi được yêu cầu về giấy phép để phát triển trò chơi cho hệ máy của họ. Để đảm bảo rằng họ sẽ nhận được những giấy phép này, các nhà phát triển máy game có xu hướng duy trì lối chơi của các trò chơi đã xuất bản trước đó cho chính máy đó đó, khiến các nhóm trò chơi trong cùng thể loại phát triển. Sau đó, các nhà bán lẻ trình bày các trò chơi được nhóm theo thể loại và các công ty nghiên cứu thị trường nhận thấy rằng người chơi có sở thích với một số loại nhất định hơn những loại khác, dựa trên khu vực, và các nhà phát triển có thể hoạch định các chiến lược trong tương lai thông qua điều này.
Với sự mở rộng của ngành công nghiệp vào thập niên 1990 và ngân sách dành cho trò chơi điện tử bắt đầu tăng lên, các nhà phát hành lớn như Electronic Arts bắt đầu hình thành nhằm để xử lý việc tiếp thị và xuất bản trò chơi, cho cả máy chơi game và máy tính cá nhân. Nhắm mục tiêu đến các thể loại trò chơi điện tử có giá trị cao với rủi ro thấp chính là chìa khóa cho một số nhà phát hành và các nhà phát triển nhỏ và độc lập, thường bị buộc phải cạnh tranh bằng cách từ bỏ nhiều lối chơi trải nghiệm hơn và chuyển sang sử dụng cùng thể loại như các nhà phát hành lớn hơn sử dụng.
Khi khả năng của phần cứng tăng lên, các thể loại mới đã trở nên khả thi, với các ví dụ được tăng thêmbộ nhớ, chuyển từ 2D sang 3D, các chức năng ngoại vi mới,trực tuyến, và cơ chếdựa trên vị trí. Lối chơi trải nghiệm từ việc phát triển trò chơi độc lập đã thu hút nhiều sự chú ý hơn vào cuối những năm 2000 và 2010, với sự hỗ trợ của phân phối kỹ thuật số độc lập, do các nhà phát hành lớn tập trung vào các tựa game triple-A vốn cực kỳ sợ rủi ro. Thông qua các trò chơi độc lập, một sự hồi sinh của lối chơi trải nghiệm đã xuất hiện và một số thể loại mới đã xuất hiện kể từ đó.

## Định nghĩa

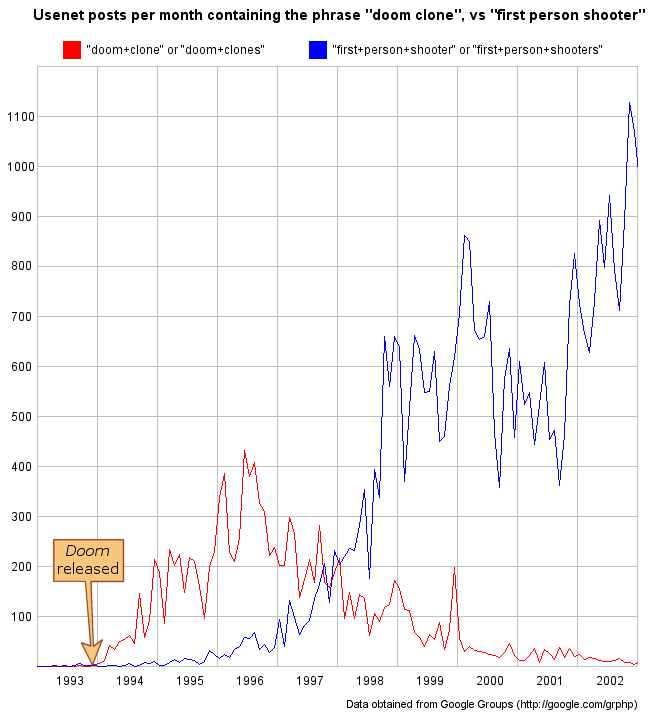
Việc sử dụng "Doom clone" (đỏ) so với "trò chơi bắn súng góc nhìn thứ nhất" (xanh lam) theo thời gian

Do "sự tham gia trực tiếp và tích cực" của người chơi, các thể loại trò chơi điện tử được định nghĩa khác với văn học và thể loại phim. Mặc dù có thể tuyên bố rằng Space Invaders là một trò chơi điện tử khoa học viễn tưởng, tác giả Mark J.P. Wolf đã viết về cách phân loại như vậy "bỏ qua những điểm khác biệt và tương đồng cơ bản cần tìm thấy trong cách người chơi trải nghiệm trò chơi". Trái ngược với tính thẩm mỹ trực quan của trò chơi, có thể thay đổi rất nhiều, người ta lập luận rằng đó là đặc điểm tương tác phổ biến cho tất cả các trò chơi.
Giống như các thể loại phim, tên của các thể loại trò chơi điện tử nói chung là sự hiểu biết chung giữa khán giả và nhà sản xuất. Tên mô tả của các thể loại có liên quan đến mục tiêu của trò chơi, nhân vật chính và thậm chí cả góc nhìn được cung cấp cho người chơi. Ví dụ: trò chơi bắn súng góc nhìn thứ nhất là một trò chơi được chơi từ góc nhìn thứ nhất và liên quan đến việc thực hành bắn. Trong khi "trò chơi bắn súng" là tên thể loại, "trò chơi bắn súng góc nhìn thứ nhất" và "trò chơi bắn súng góc nhìn thứ ba" là các nhánh con chung của thể loại game bắn súng. Các ví dụ khác về các tiền tố như vậy là thời gian thực, theo lượt, từ trên xuống và cuộn bên.
Các thể loại mới liên tục xuất hiện trong suốt lịch sử trò chơi điện tử, thường là do sự vay mượn chéo các ý tưởng từ các trò chơi khác nhau thành những ý tưởng mới. Ví dụ: văn bản gốc trong trò chơi phiêu lưu Colossal Cave Adventure đã trực tiếp truyền cảm hứng cho trò chơi Adventure trên Atari VCS, nhưng kết hợp điều khiển bằng cần như trong trò chơi hành động thay vì các lệnh đã nhập. Adventure từng là nguyên mẫu của thể loại trò chơi phiêu lưu hành động, và sau này được The Legend of Zelda thay thế thành chuẩn mực mới.
Đối tượng mục tiêu, chủ đề hoặc mục đích cơ bản của trò chơi đôi khi được sử dụng để định danh thể loại, chẳng hạn như với "trò chơi Cơ đốc" và "trò chơi nghiêm túc". Tuy nhiên, vì những thuật ngữ này không chỉ ra bất cứ điều gì về cách chơi của trò chơi điện tử, nên chúng không được coi là thể loại.

## Phân loại
Các thể loại trò chơi điện tử khác nhau về mức độ cụ thể, với đánh giá trò chơi điện tử phổ biến sử dụng tên thể loại thay đổi từ "hành động" đến "bóng chày". Trong thực tế này, các chủ đề cơ bản và các đặc điểm cơ bản hơn được sử dụng song song với nhau.
Một trò chơi có thể kết hợp các khía cạnh của nhiều thể loại theo cách mà nó trở nên khó phân loại theo các thể loại hiện có. Ví dụ: vì Grand Theft Auto III kết hợp giữa bắn súng, lái xe và nhập vai theo một cách khác thường, nên thật khó để phân loại bằng các thuật ngữ hiện có. Thuật ngữ Grand Theft Auto clone đã được sử dụng để mô tả các trò chơi tương tự về mặt cơ học với Grand Theft Auto III. Tương tự, thuật ngữ này roguelike đã được phát triển cho các trò chơi có chung điểm tương đồng với Rogue.
Các yếu tố của thể loại nhập vai, tập trung vào cách kể chuyện và sự phát triển của nhân vật, đã được triển khai trong nhiều thể loại trò chơi điện tử khác nhau. Điều này là do việc bổ sung cốt truyện và nâng cao nhân vật cho một hành động, chiến lược hoặc trò chơi điện tử giải đố không làm mất đi lối chơi cốt lõi của nó, mà thêm một động cơ khác ngoài sự sống còn cho kinh nghiệm.
Ngoài các yếu tố trò chơi, một số trò chơi có thể được phân loại theo các sơ đồ khác, chẳng hạn như thường không được sử dụng làm thể loại:
- Theo nền tảng: nói chung là bản chất của phần cứng máy tính mà trò chơi được chơi trên đó chứ không phải thương hiệu cụ thể. Điều này sẽ bao gồm các thể loại trò chơi như trò chơi di động cho điện thoại thông minh, máy tính bảng hoặc các thiết bị di động tương tự khác; và trò chơi trình duyệt có thể chơi được trong trình duyệt web. Xác định loại phần cứng mà một trò chơi được chơi theo các giới hạn ngụ ý nhất định đối với loại trò chơi có sẵn; một trò chơi di động thường sẽ thiếu nhiều hành động so với một trò chơi có thể chơi được trên bảng điều khiển tại nhà hoặc máy tính do giới hạn về đầu vào của trình phát.
- Theo chế độ: đề cập đến việc một trò chơi là một người chơi, nhiều người chơi hay các biến thể của trò chơi đó, bao gồm cả trò chơi nhiều người chơi trực tuyến (MMO), trò chơi hợp tác, người chơi đấu với môi trường (PvE) hoặc người chơi đấu với người chơi (PvP), v.v.
- Theo tường thuật: Phân loại trò chơi điện tử theo phong cách tường thuật của chúng, chẳng hạn như khoa học viễn tưởng hoặc giả tưởng, thường không được sử dụng trong lĩnh vực này, ngoại trừ chủ yếu của trò chơi kinh dị, bao gồm rộng rãi bất kỳ trò chơi nào có các yếu tố của tiểu thuyết kinh dị.

## Mức độ phổ biến
Theo một số nhà phân tích, tỷ lệ phần trăm của từng thể loại lớn trong các trò chơi vật lý bán chạy nhất trên toàn thế giới được chia nhỏ như sau.
| Thể loại   | Softalk 1980-1984 | VGC top 100 | VGC top 100 | VGC top 100 | VGC top 100 | VGC top 100 | VGC top 100 | VGC top 100 | VGC top 100 | ESA  | Sta  |
| Thể loại   | Softalk 1980-1984 | 1995        | 2000        | 2005        | 2010        | 2015        | 2016        | 2017        | 2018        | ESA  | Sta  |
| ---------- | ----------------- | ----------- | ----------- | ----------- | ----------- | ----------- | ----------- | ----------- | ----------- | ---- | ---- |
| Hành động  | 61                | 3           | 4           | 12          | 15          | 27          | 25          | 22          | 29          | 22.5 | 26.9 |
| Phiêu lưu  | 11                | 2           | 4           | 7           | 6           | 2           | 1           | 0           | 1           | 7.8  | 7.9  |
| Đối kháng  |                   | 15          | 10          | 5           | 2           | 5           | 3           | 5           | 5           | 5.8  | 7.8  |
| Platform   |                   | 10          | 7           | 10          | 9           | 4           | 3           | 4           | 9           |      |      |
| Giải đố    |                   | 9           | 2           | 6           | 1           | 0           | 0           | 1           | 1           |      |      |
| Đua xe     |                   | 6           | 6           | 13          | 8           | 5           | 4           | 6           | 6           | 3.3  | 5.8  |
| Nhập vai   | 18                | 18          | 25          | 7           | 16          | 12          | 15          | 17          | 12          | 12.9 | 11.3 |
| Bắn súng   |                   | 11          | 1           | 8           | 14          | 22          | 24          | 19          | 13          | 27.5 | 20.9 |
| Mô phỏng   |                   | 6           | 7           | 5           | 0           | 4           | 4           | 0           | 2           |      |      |
| Thể thao   |                   | 9           | 19          | 17          | 16          | 12          | 13          | 15          | 13          | 11.7 | 11.1 |
| Chiến lược | 10                | 7           | 8           | 3           | 1           | 0           | 0           | 2           | 1           | 4.3  | 3.7  |
| Khác       |                   | 4           | 7           | 7           | 12          | 7           | 8           | 9           | 8           | 4.1  | 4.6  |

Trong thập kỷ qua, trò chơi giải đố đã giảm khi tính theo doanh số bán hàng, tuy nhiên, trên di động, nơi phần lớn trò chơi là miễn phí, thể loại này vẫn phổ biến nhất trên toàn thế giới.